# 亞納亞納山 (瓦羅奇里省)
11°43′06″S 76°19′51″W / 11.71833°S 76.33083°W
亞納亞納山（Yana Yana），是秘魯的山峰，位於該國中南部利馬大區，由瓦羅奇里省負責管轄，屬於秘魯中部山脈的一部分，該山峰海拔高度5,303米。